# Ignaz von Ephrussi
Ignaz Ritter von Ephrussi est un banquier et collectionneur d'art d'origine grecque, né à Berdytchiv (Empire russe) le 16 mars 1829 et mort à Vienne (Autriche) le 31 mai 1899.

## Parcours
Ignaz est l'un des six enfants de Charles Joachim Ephrussi (1792-1864) qui bâtit la fortune de sa famille sur le commerce des grains à Odessa où il ouvrit une maison de négoce.
Il épouse, le 11 novembre 1855 à Vienne (Autriche-Hongrie), la Française Émilie Porgès (1836-1900) dont il a trois enfants :
- Viktor (Odessa, 1860 - Tunbridge, 1945)
- Stephan (c. 1856 - c. 1911)
- Anna (Odessa, 1859 - Vienne, 1938) (Mme Herz von Hertenfried).

En 1856, Ignaz ouvre à Vienne la banque Ephrussi & Co, laquelle ouvre des succursales vingt ans plus tard à Paris et Londres.
Il est anobli, ainsi que son fils Viktor, en 1872 par l'empereur d'Autriche qui le fait chevalier (Ritter).
C'est lui qui fit construire à Vienne par l'architecte Theophil von Hansen, le palais Ephrussi situé au 14, Universitätsring (appelé « Karl-Lueger Ring » jusqu'en 2012, d´après le maire antisémite de Vienne Karl Lueger), monument classé qui existe toujours et est à présent le siège d'une administration. Ce fut l'un des premiers bâtiments multifonctionnels en Europe.
À Paris, il résida 81, rue de Monceau (VIIIe[évasif]).
Il fut l'une des personnalités les plus riches d'Autriche et il aida personnellement la famille de Habsbourg.
En mai 1938, les nazis dépouillent son fils Viktor, confisquent ses biens, et dispersent sa collection d'art.

## Sources
1. ↑  Edmund de Waal, La mémoire retrouvée, Éditions Albin Michel (2011)